# Villanueva del Río Segura
Villanueva del Río Segura é um município da Espanha na província e comunidade autónoma de Múrcia. Tem 13,2 km² de área e em 2021 tinha 3 268 habitantes (densidade: 247,6 hab./km²).

## Demografia
| Variação demográfica do município entre 1991 e 2004 | Variação demográfica do município entre 1991 e 2004 | Variação demográfica do município entre 1991 e 2004 | Variação demográfica do município entre 1991 e 2004 |
| --------------------------------------------------- | --------------------------------------------------- | --------------------------------------------------- | --------------------------------------------------- |
| 1991                                                | 1996                                                | 2001                                                | 2004                                                |
| 1663                                                | 1469                                                | 1572                                                | 1749                                                |